# Сапежанка (Львовская область)
Сапежанка (укр. Сапіжанка) — село в Каменка-Бугской городской общине Львовского района Львовской области Украины.
Население по переписи 2001 года составляло 690 человек. Занимает площадь 0,077 км². Почтовый индекс — 80404. Телефонный код — 3254.